# Orde van de Pioniers van Liberia
De Liberiaanse Orde van de Pioniers van Liberia (Engels:"Order of the Pioneers of Liberia")  werd in 1955 gesticht. De kolonisatie, in de zin van ontginning, van het tropische en zeer ongezonde gebied verliep uiterst moeizaam, vandaar de naam van deze Orde.
De vijf graden van de Orde van de Pioniers van Liberia
- Grootcommandeur

De Grootcommandeurs dragen een kleinood aan een breed lint over de rechterschouder en de grote ster van de Orde op de linkerborst.
- Ridder-Commandeur

De Ridders-Commandeur, men zou van Grootofficieren kunnen spreken, dragen het kleinood aan een lint om de hals en een kleinere maar verder identieke ster.
- Commandeur

De Commandeurs dragen het kleinood aan een lint om de hals.
- Officier

De Officieren dragen en kleinood aan een smal lint met rozet op de linkerborst.
- Ridder

De Ridders dragen een kleinood aan een smal lint met rozet op de linkerborst.
De versierselen van de Orde van de Pioniers van Liberia
Het kleinood is een witte twaalfpuntige ster met een medaillon met rode rand. Als verhoging is een krans van palmbladeren aangebracht. Het lint is groen.